# Международное публичное право
Международное публичное право — особая правовая система, регулирующая отношения между государствами, созданными ими международными организациями и некоторыми другими субъектами международного общения.
Изначально, ещё со времён опубликования в 1789 году труда Иеремии Бентама «Введение в принципы морали и законодательства» для обозначения соответствующей системы юридических норм использовалось понятие «международное право» (лат. ius gentium). Термин «международное публичное право» возник в конце XIX века и был впервые легализован Резолюцией Генеральной Ассамблеи ООН о прогрессивном развитии международного права и его кодификации от 11 декабря 1946 года.
С той поры он прочно вошёл в научный оборот и стал употребляться с целью отделить сугубо межгосударственное, публично-властное ядро международного права от многочисленных норм частноправового характера, регулирующих трансграничные отношения лиц и организаций, осуществляющих свою деятельность в разных государственных юрисдикциях. По этой причине в российском международно-правовом дискурсе под международным правом вообще понимают в первую очередь публичную его ветвь, тогда как частная обычно рассматривается в рамках самостоятельной области юридического знания.

## Сущность и особенности

### Сущность международного публичного права
Под международным публичным правом в литературе обыкновенно понимают систему обязательных норм и принципов, содержащихся в признаваемых его субъектами источниках и определяющих границы юридически дозволенного и неправомерного в отношениях между государствами, международными организациями и другими субъектами международного права в целях управления международным сотрудничеством в соответствующих областях.
Международное публичное право можно рассматривать как неотъемлемый элемент международной системы — сложного динамического образования, состоящего из сети плотно переплетённых элементов: государств, наций и народов, борющихся за самоопределение, международных организаций, иных межгосударственных объединений, не являющихся международными организациями, международных конференций, а также их контактов и взаимодействий. Международное право наряду с иными социальными регуляторами (политическими нормами, обыкновениями и т. п.) оказывается в такой системе универсальным сводом правил и внутренних законов, по которым последняя функционирует. С этой точки зрения само существование объективно наблюдаемого миропорядка было бы невозможным без корпуса регламентов и запретов, придающих ему должную меру устойчивости, предсказуемости и долговечности.
В научных публикациях, посвящённых природе и сущности международного права, часто отмечаются такие его качества, как универсальность, общедемократичность, антидискриминационность. Имеется в виду, что это «общее» право всего человечества, выражающее наиболее важные, не поддающиеся оспариванию ценности, разделяемые людьми независимо от их культурной, этнической, расовой, религиозной, гражданской и любой другой принадлежности. Кроме того, международное право является:
- антивоенным — международное сообщество предпринимает все возможные меры по предотвращению агрессивных войн и вооружённых конфликтов, а если таковые разгораются — всемерно способствует минимизации человеческих и материальных потерь;
- антиколониальным — резко выступает против любых форм колониализма, насильственного ущемления права народов и наций на свободное самоопределение;
- демократическим и гуманным — продвигает идеи защиты прав и свобод человека, борется с порочными практикам рабства и работорговли, принудительного труда, эксплуатации детей и женщин и т. п.[7]

### Особенности международного публичного права
1. Это система правовых норм — общеобязательных формально определённых правил поведения, образующих внутренне согласованную и непротиворечивую, логически упорядоченную систему правовых предписаний, запретов и дозволений. Поскольку само естество правового регулирования предполагает возможность принудительного исполнения закреплённых правил, то и нормы международного публичного права являются по своей сути осуществимыми и юридически обязательными (в отличие от смежных явлений, например, неформальных требований дипломатического протокола). Кроме того, по мнению некоторых авторов, международное публичное право объединяет в себе не только собственно нормы, но и установления индивидуального характера, содержащиеся в различных договорах, решениях международных организаций, актах международных судов и т. п.[9]
2. Это прежде всего межгосударственное право — основными, главными его субъектами являются государства и учреждённые ими структуры — международные организации либо государства в процессе становления (народы и нации, борющиеся за самоопределение). В то же самое время одной из характерных черт современного этапа развития международного права является предоставление прав и возложение обязанностей на негосударственных акторов — граждан и лиц без гражданства, дипломатических представителей и консулов, международных неправительственных организаций и т. д.[3]
3. Это право, которое творят сами его субъекты — все или подавляющее большинство предписаний международного права возникают как результат согласования воль двух или более государств, международных организаций и т. д.[6]
4. Пространство действия норм международного публичного права не сковано границами конкретной национальной юрисдикции. Эти правила имеют одинаковую силу независимо от того, на территории какого государства разворачиваются регулируемые ими отношения.
5. Предметом международного публичного права являются международные отношения, возникающие и существующие в процессе налаживания международного сотрудничества в самых разных сферах: международная безопасность, разрешение споров и урегулирование конфликтов, борьба с трансграничной преступностью, охрана окружающей среды и т. д.
6. Международное право характеризуется институциональной слабостью — оно лишено единой системы принудительного исполнения, международные суды и арбитражи остаются по большей части экстраординарным средством разрешения международных конфликтов и ограничены, как правило, узкой предметной компетенцией. В большинстве случаев реальное действие права поддерживается усилиями самих участников правоотношений, т. е. государств и международных организаций.
7. Международное публичное право регулирует не любые отношения между субъектами международного общения, а только те из них, которые имеют выраженную публично-правовую окраску; в этом состоит его главное отличие от международного частного права.

Таким образом, на фоне всех прочих правовых явлений международное публичное право выделяется, во-первых, своими источниками (возникающими в результате согласования воль подчиняющихся праву субъектов); во-вторых, кругом своих субъектов (главным образом это государства и производные от них); в-третьих, предметом регулирования (международные отношения).

## Функции
Функции международного права представляют собой основные направления воздействия международно-правовых норм на общественные отношения, формирующие предмет международного права. Выделяют следующие функции международного права:
- стабилизирующая — международное право призвано служить гарантом мира и безопасности человечества, способствует становлению, укреплению и сохранению устойчивого международного порядка, основанного на взаимовыгодном сотрудничестве государств (например, поддержание международного мира и безопасности — главная цель деятельности ООН, провозглашённая в таком качестве первой статьёй её Устава);
- регулятивная — нормы международного права регулируют, упорядочивают, систематизируют международные отношения, привносят в них должную организованность и предсказуемость (например, Венская конвенция о праве международных договоров 1969 года подробно регламентирует порядок подготовки, заключения, исполнения и расторжения международных договоров);
- обеспечительная — международное право предоставляет своим субъектам определённые юридические механизмы, направленные на понуждение государств и иных актором международно-правового поля к выполнению  взятых на себя обязательств (например, согласно ст. 94 Устава ООН в случае невыполнения стороной международно-правового спора принятого не в её пользу решения Международного суда ООН, Совет Безопасности ООН вправе применить меры, необходимые для обеспечения реализации этого решения[12]);
- координирующая — международное право определяет стандарты поведения, которыми должны руководствоваться государства ради достижения общих целей и реализации совместных проектов (например, Парижское соглашение, принятое в 2015 году в рамках Рамочной конвенции ООН об изменении климата, призвано создать правовую основу для взаимодействия государств в целях предотвращения повышения глобальной средней температуры более чем на 2 °C);
- охранительная — международное право предусматривает последствия нарушения своих норм в виде применения санкций и иных принудительных мер к стороне, пошедшей против международно-правовых запретов и предписаний (например, Проект статей об ответственности государств за международно-противоправные деяния 2001 года, подготовленный Комиссией международного права ООН, всецело посвящён т. н. контрмерам — средствам воздействия, которые государства, пострадавшие от неправомерных действий своих международных партнёров, могут применять к последним в ответ на выявленные нарушения).

В некоторых источниках функции международного права классифицируются на социально-политические, направленные на укрепление существующей системы международных отношений, и юридические, которые обеспечивают правовую координацию международных отношений.

## Международное публичное право и внутригосударственное право
| Критерий                  | Международное право | Внутригосударственное право |
| ------------------------- | --- | --- |
| Социальная природа        | нормы международного права имеют общечеловеческое, общеприемлемое наполнение, поскольку являются концентрированным выражением воли международного сообщества (либо нескольких отличающихся друг от друга государств). | всегда специфично, подвержено влиянию исторических традиций, особенностей социально-экономического строя, политических, культурных реалий, природно-климатических условий и т.д. |
| Предмет                   | международные отношения, складывающиеся по поводу проблем, оказывающихся в фокусе внимания двух и более государств; такие отношения выходят за рамки любой национальной юрисдикции и нуждаются в согласованных, скоординированных мероприятий по их решению. | всевозможные вопросы внутренней жизни государства: всё, что заботит людей, проживающих в пределах государственных границ, может стать предметом регулирования национального права. |
| Субъекты                  | участники международного общения, в первую очередь государства и международные организации; вступление в урегулированные международным правом отношения негосударственных агентов является скорее исключением, чем правилом. | физические и юридические лица — главные субъекты внутригосударственного права; иностранные правительства и уж тем более другие государства как публично-правовые образования национальным нормам не подчиняются. |
| Источники                 | международные договоры; международные обычаи; общие принципы права, признанные цивилизованными нациями; решения международных судов и доктрины наиболее квалифицированных специалистов (как вспомогательное средство для установления правовых норм). | первейшим источником внутригосударственного права является нормативный правовой акт — начиная от конституции государства и заканчивая актом органа местного самоуправления; все остальные виды источников имеют вспомогательное значение, причём их номенклатура сильно дифференцирована в зависимости от конкретной отрасли права.                                              |
| Механизм правообразования | согласование воль юридически равноправных и независимых субъектов — принцип, по которому сотворено подавляющее большинство международно-правовых норм. | нормы национального права создают компетентные органы — законодательные и исполнительные (если это входит в круг их полномочий); те, кому эти правила адресованы, обычно не в состоянии повлиять на их содержание (исключение — референдум, но и здесь граждане только соглашаются или отказываются утвердить ранее принятый парламентом законодательный акт, а не создают его). |
| Функционирование права    | нет никакой системы принудительного исполнения норм международного права, что исходит из принципа par in parem non habet imperium; нечто отдалённо похожее обеспечивает только система «принудительного осуществления» (enforcement) международного права через механизм Совета Безопасности ООН; решения же международных судов носят в основном рекомендательный характер. | нормативные предписания внутригосударственного права подкреплены возможностью применения к их нарушителям предусмотренных законом мер принуждения, основным способом санкционирование которых является обращение в суд; решения внутригосударственных судов обязательны для всех лиц и организаций, подчиняющихся юрисдикции данного государства.                                |

### Концепции соотношения международного права и внутригосударственного права
Проблема соотношения международного права с национальными правопорядками отдельных государств — одна из наиболее давних и широко дискутируемых в теории международного права. Впервые одна была поднята ещё в первой половине XVIII века, когда Лорд-канцлер Великобритании Ч. Толбот высказался за включение правил международных договоров в состав «общего права» (англ. Common Law). Позднее схожих по духу соображений придерживался Гегель. Важность этой темы, как указал Д. Б. Левин, заключается в трёх аспектах:
- позволяет проследить влияние международного права на развитие внутригосударственных норм и наоборот;
- определяет относительную юридическую силу норм международного и внутригосударственного права;
- от неё зависят предпочтительные средства и способы преодоления коллизий между нормами двух правовых систем[14].

В целом, с XIX века и до настоящего времени в вопросе о взаимном положении международного права и национальных правовых систем в науке конкурируют две диаметрально противоположные теории — монизм и дуализм.

##### Монизм
В основании теории монизма лежит представление о том, что международное и внутригосударственное право составляют единую систему правовых предписаний и находятся между собой в отношениях субординации. Видными представителями этого учения были Г. Кельзен, Л. Оппенгеймер и др. В рамках данной доктрины сложилось два направления:
1. Радикальное — исторически первый вариант теории монизма, в соответствии с которым международное и национальное право представляют собой единое целое и никаких внутренних преград между ними нет; следовательно, они должны выстраиваться в единую иерархически организованную систему, в которой за одним должно признаваться доминирующее, а за другим — подчинённое положение. На этой основе сформировались две вариации радикального монизма, одна из которых исходила из верховенства внутригосударственного права, обосновывая его полнотой и неделимостью государственного суверенитета (А. Цорн, К. Бергбом, М. Венцель), а другая утверждала примат международного права (Дж. Хамфри, М. Ганджи, Р. Фолк)[3].
2. Умеренное — оформилось позднее как ответ на вскрывшиеся противоречия монистической теории. Наибольшую известность приобрело в изложении немецкого международника А. Фердросса. Он полагал, что международное право и внутригосударственное право образуют единую систему, однако вопрос о том, какие именно нормы применяются в рамках национальной юрисдикции и какую они имеют силу, остаётся на усмотрение государства.

В практическом плане последовательное воплощение монистической концепции будет означать, что:
- Во-первых, внутригосударственные суды и иные юрисдикционные органы при вынесении решений должны руководствоваться не только нормами национального права, но и требованиями международных договоров и иных актов. То есть, например, в мотивировочной части приговора государственного суда по конкретному делу может содержаться прямая ссылка на международно-правовой акт. При этом в зависимости от принятых установок на признание верховенства международного либо национального права в случае возникновения коллизий между ними будут применяться в приоритетном порядке соответственно либо международные акты, либо законы конкретного государства.
- Во-вторых, нормы международного права могут непосредственно регулировать внутригосударственные отношения. Для этого им не нужно проходить процедуры трансформации, они действуют просто в силу своего принятия на международном уровне.
- В-третьих, основными адресатами норм международного права являются не государства, а индивиды. То есть права и обязанности в связи с подписанием и ратификацией международных договоров возникают не у государства, а напрямую у его граждан.

Монистическая теория нашла отражение в актах зарубежного законодательства и некоторых международных документах. Например, согласно принятой в Великобритании в 1765 году доктрине Блэкстона международное право инкорпорируется в английское общее право (что, впрочем, имеет очень ограниченное применение и относится только к международно-правовым обычаям), а по законодательству США ратифицированные Конгрессом международные договоры и признанные обычаи являются частью внутреннего права США. Близкое по духу правило содержится в ч. 4 ст. 15 Конституции РФ («общепризнанные принципы и нормы международного права являются частью правовой системы Российской Федерации»). На международном уровне достойна упоминания ст. 27 Венской конвенции 1969 г., согласно которой государства не вправе ссылаться на своё внутреннее законодательство в оправдание нарушения международных обязательств. Из этого можно сделать вывод, что составители конвенции руководствовались принципом верховенства международного права.

#### Дуализм
Доктрина дуализма впервые была обоснована в работах немецкого теоретика международного права Г. Триппеля и итальянского юриста-международника Д. Анцилотти. Они и их последователи считали, что международное право и внутригосударственное право пребывают в отношениях координации — то есть они представляют собой две параллельно существующие правовые системы, которые соприкасаются, но не пересекаются. Следовательно, ни о какой иерархии между ними говорить не приходится: международное право просто не регулирует то, на что направлены нормы права национального, и наоборот. Как и монизм, дуализм в разное время получил две интерпретации:
1. Радикальный дуализм, в рамках которого делается акцент на обособленное существование двух правовых систем, их статическое положение относительно друг друга.
2. Реальный дуализм (Ч. Хайд), сосредотачивающийся на процессе взаимодействия и переплетения международного права и внутригосударственного права; приверженцев реального дуализма интересует не то, что представляют собой эти правовые системы, а как они контактируют одна с другой, как смыкаются сферы их регулирования. Отдельно упоминают иногда такую разновидность реального дуализма, как диалектический или объективный дуализм (Л. Шоу, Р. Хенкин). Эта теория утверждает, что международное право может регулировать общественные отношения, не выходящие за пределы государственных границ, но происходит это не автоматически, а с подобающим образом выраженного дозволения суверена (согласия на прямое действие норм международного права)[3].

Практические следствия дуалистической концепции:
- Во-первых, государственные суды, прочие органы государственной власти и должностные лица не могут обращаться к нормам международного права до тех пор, пока они не были подвергнуты трансформации и имплементированы во внутригосударственное право. Такая трансформация может осуществляться множеством различных способов (ратификация, легитимация, отсылка, принятие и пр.), но суть её всегда заключается в преобразовании нормы одной правовой системы в норму другой, ей противостоящей.
- Во-вторых, до тех пор, пока нормы международного права не претерпели трансформацию, не приходится говорить о конкуренции их с актами национального законодательства. Например, в п. 8 Постановления Пленума Верховного суда РФ от 30 октября 2003 года № 5 разъяснено, что «правила действующего международного договора Российской Федерации, согласие на обязательность которого было принято в форме федерального закона, имеют приоритет в применении в отношении законов Российской Федерации»[17]. Такая формулировка подразумевает, что для того, чтобы международный договор Российской Федерации занял более высокое положение относительно её собственных законов, он должен быть предварительно ратифицирован Федеральным собранием Российской Федерации.
- В-третьих, правосубъектностью в международном праве обладают государства, реже — прочие субъекты; но вот индивид с позиции этой теории правами и обязанностями международно-правового характера наделяться не может, поскольку он всегда подчиняется праву какого-либо государства.
- Наконец, по смыслу теории дуализма международное право и внутригосударственное право развиваются независимо, параллельно друг другу; государство не может актом своего внутреннего законодательства создать международно-правовую норму, но и субъекты международного права не в состоянии издать такой документ, который бы непосредственно регулировал внутригосударственные отношения против воли национального правительства.

На сегодняшний день ни одна из названных теорий не является общепризнанной. Каждая из них обладает своими достоинствами и недостатками, и потому выбор между ними остаётся прерогативой отдельных государств. Как отмечается в литературе, со времён конца XIX — начала XX веков, когда были сформулированы базовые положения обеих доктрин, международная система претерпела серьёзные изменения и может теперь поставить в тупик как преданных сторонников монизма, так и апологетов дуализма: достаточно вспомнить многообразие форм национально-правовой трансформации норм международного права, феномен самоисполнимых и несамоисполнимых норм или функционирующие на международном уровне системы защиты прав человека (в особенности европейская с Европейским судом по правам человека).

### Механизмы взаимодействия международного публичного права и внутригосударственного права

#### Влияние национального права на международное публичное право
Воздействие норм внутригосударственного права на международное право проявляется в двух аспектах:
- Материальном — когда определённые нормоустановления, принятые и действующие в рамках национальной юрисдикции, в том или ином виде воспринимаются международным правопорядком. Это касается в первую очередь прогрессивных актов законодательства, таких как первые либеральные конституции конца XVIII — начала XIX веков. Впервые выраженные в них принципы универсальности прав человека, свободы и личной неприкосновенности, уважения достоинства личности и т. д. легли в основу системы ООН и стали важной предпосылкой формирования в XX столетии отрасли международного права прав человека. Кроме того, ряд правых аксиом, иных фундаментальных юридических начал, присущих всем или большинству национальных правовых систем, признаются в соответствии с п. 1 ст. 38 Статута Международного суда ООН одним из источников международного права (например, «никто не может быть осуждён дважды за одно преступление», «последующий закон отменяет предыдущий», принцип добросовестности и т. д.).
- Процессуальном — когда законы и подзаконные акты государств устанавливают некоторые правила создания новых норм международного права. Особенно ярко это влияние прослеживается в нормах, регламентирующих правовой статус органов внешних сношений, правительственных делегаций, дипломатических представителей и иных лиц и органов, уполномоченных вести переговоры от имени государства и скреплять своей подписью международные акты. Например, в ст. 46 Венской конвенции 1969 г. содержится правило, согласно которому несоблюдение предписаний внутригосударственного права при подписании международного договора в некоторых ситуациях влечёт за собой его недействительность. Имеются в виду случаи, когда в процессе переговоров на заключение международного договора от имени государства действовало лицо, не уполномоченное на это законом. В подобных обстоятельствах приходится констатировать порок воли, исключающий действие договора в отношении стороны, де-факто не выразившей согласия на введение его в действие.

#### Влияние международного публичного права на внутригосударственное право
Гораздо сложнее механизм внедрения международно-правовых предписаний в национальное законодательство. В отечественной международно-правовой науке этот процесс чаще всего обобщённо именуется трансформацией. Под трансформацией понимают комплекс предпринимаемых государством мероприятий, которые необходимы для обеспечения выполнения им добровольно взятых на себя международных обязательств путём создания требуемых для этого национально-правовых норм. Трансформация может производиться как посредством прямого копирования диспозиций межгосударственных норм, в результате чего на национальном уровне возникает установление, внешне полностью идентичное международному (последнее при этом не утрачивает своей первоначальной природы), так и с помощью вспомогательных легальных предписаний, создающих надлежащие условия для действия международно-правовых норм внутри государства. В этой связи в литературе обращается внимание на условность термина «трансформация» и для описания соответствующих процессов предлагается использовать более удачное понятие «национально-правовая имплементация».
Существует другой подход, в соответствии с которым имплементация трактуется как осуществление норм международного права внутри государства, а суть трансформации видится в конкретных способах, путях, средствах, которые применяются органами государственной власти, должностными лицами, организациями и гражданами для реализации международного права.
Трансформация норм международного права может быть классифицирована по различным основаниям:
- По форме:
  - официальная — осуществляемая в установленном законом порядке в строго определённых случаях;
  - неофициальная — реализация положений международно-правовых актов ad hoc, то есть по усмотрению органов государственной власти в случае, когда национальное право не создаёт для этого никаких препятствий.
- По механизму осуществления:
  - автоматическая — все договоры, в которых государство участвует, объявляются частью его внутреннего права (например, ст. VI Конституции США 1787 года);
  - неавтоматическая — для придания международным договорам юридической силы во внутригосударственном праве необходим соответствующий трансформационный акт парламента или иного компетентного органа (например, ст. 55 Конституции Франции 1958 года).
- По масштабу:
  - общая — в конституции или ином закона в состав национального права вводится весь массив международно-правовых норм;
  - индивидуальная — решением уполномоченного органа или должностного лица в действие приводится конкретная норма международного права или международно-правовой акт.

Формы трансформации норм международного права или юридико-технические приёмы осуществления международно-правовых норм в национальном правовом пространстве достаточно разнообразны. Среди них выделяют:
1. Инкорпорацию — формальное включение международно-правового акта в состав национального законодательства посредством издания закона или подзаконного акта, целиком воспроизводящего международные предписания. Такой документ, переносящий международно-правовые нормы внутрь государства, именуется трансформационным актом. Самым распространённым способом инкорпорации является ратификация, когда международному договору во внутреннем праве придаётся значение национального закона. Например, требования Конвенции о передаче лиц, страдающих психическими расстройствами, для проведения принудительного лечения были воплощены в России Федеральным законом от 23 июля 2013 года № 191-ФЗ «О передаче и принятии Российской Федерацией лиц, страдающих психическими расстройствами, в отношении которых имеется решение суда о применении принудительных мер медицинского характера». Иногда, впрочем, такое явление обозначается как собственно трансформация, а инкорпорация приравнивается к отсылке[10].
2. Отсылку — принятие государством акта, который ссылается на международный договор или норму обычного права и таким образом санкционирует их применение внутри страны. В отличие от инкорпорации, объём национального законодательства в результате отсылки остаётся прежним, а вот нормативное содержание национальной правовой системы обогащается: без издания нормативного правового акта возникает новая норма внутригосударственного права. Отсылки бывают общими и индивидуальными. Первые нередко включатся в текст конституции государства и отсылают ко всему международному праву в целом (например, ст. 15 Конституции РФ, ст. 96 Конституции Испании 1978 года, ст. 55 Конституции Франции 1958 года и др.). Вторые направляют правоприменителя к конкретным международно-правовым документам, действующим в определённой области (к примеру, ч. 3 ст. 63 Конституции РФ даёт ссылку на международные договоры, которыми определяется порядок и условия экстрадиции обвиняемых в совершении преступления лиц).
3. Рецепцию, называемую также легитимацией — создание новой национально-правовой нормы, которая вдохновлена, навеяна нормой международного права, и направлена на обеспечение осуществления государством своих международных обязательств. В отличие от инкорпорации, здесь происходит не дословное копирование, а творческое переосмысление, приспособление, доводка нормы международного права сообразно реалиям конкретного государства. Часто рецепция применяется при установлении в национальном праве ответственности за предусмотренные международными договорами преступления международно-правового характера: пиратство, наёмничество, захват воздушных судов и т. п. Такие договоры лишь обязывают национальные власти криминализовать соответствующие деяния, но не определяют порядок уголовного преследования лиц, их совершивших. Следовательно, во внутреннее право переносится сам концепт подобного преступления и признанная на международном уровне дефиниция, а вот меры наказания, правила проведения предварительного расследования т. д. устанавливаются в соответствии со сложившимися в стране правовыми традициями и укоренившимися подходами. Когда для реализации международного договора государством используются уже существующие материально-правовые нормы, некоторые авторы предлагают говорить не о рецепции, а об адаптации[19].

Разные источники расширяют перечень средств осуществления международного права внутри государства: исполнение норм международного права национальными органами (когда они обосновывают свои решения напрямую международно-правовыми актами в отсутствие трансформационных или отсылочных положений); гармонизация (сближение, согласование норм международного и национального права) и т. д. Впрочем, они не являются общепризнанными.
Стоит учитывать, что не все международно-правовые нормы для своего непосредственного действия на территории государства должны в обязательном порядке пройти процедуру трансформации (имплементации). В связи с этим в теории и на практике проводится разграничение между самоисполнимыми и несамоисполнимыми нормами. Для первых характерно:
- регулирование отдельных отношений в рамках внутригосударственной сферы (например, деятельности органов юстиции в договорах о правовой взаимопомощи или взимания налогов в соглашениях об избежании двойного налогообложения);
- установление прав и обязанностей непосредственно физических и юридических лиц, находящихся на территории договаривающихся государств;
- подробность, точность, конкретность, т. е. формальная определённость.

То есть самоисполнимые нормы адресованы организациям и гражданам, а потому суды и органы государственной власти могут ссылаться на них при разрешении конкретных дел даже в ситуации, когда содержащие их договоры не были имплементированы в национальное законодательство (но реально действуют, например, в результате обоюдного подписания). Несамоисполнимые нормы наделяют правами и обязанностями договаривающиеся стороны, т. е. государства, которые в соответствии с ними обязуются «проводить политику…», «предпринимать меры…», «ввести наказания…», «осуществлять юрисдикцию…» и т. п. Без инкорпорации, отсылки или рецепции данные предписания никак на внутреннюю жизнь государства повлиять не могут.

## Субъекты
Субъектами международного права являются:
- государства — основные субъекты (первичные)
- международные межправительственные организации (вторичные)

также в качестве субъектов при определённых условиях могут признаваться:
- государствоподобные образования
- неправительственные организации
- нации и народы, борющиеся за независимость
- физические лица (самый молодой субъект международного права, который не всеми рассматривается как таковой)

## Система международного права
Система международного права — взаимосвязанная совокупность отраслей и институтов международного права, которые состоят из действующих договорных и обычно-правовых норм и общепризнанных принципов международного права.

### Отрасли и институты
Международное публичное право включает в себя следующие отрасли и институты:
- Дипломатическое право и консульское право
- Международное воздушное право
- Международное гуманитарное право
- Международное космическое право
- Международное морское право
  - институт исключительной экономической зоны
  - институт континентального шельфа
  - институт территориального моря
- Международное уголовное право
- Международное экономическое право
- Международное право охраны окружающей среды
- Право международной безопасности
- Право международных договоров
- Право международных организаций
- Международное право прав человека

Межотраслевые институты:
- институт международно-правовой ответственности
- институт правопреемства
- институт международно-правового признания

### Нормыи принципы
Как и во внутригосударственном праве, основным элементом международного права являются его нормы.
Различают императивные и диспозитивные нормы международного права. Императивные нормы (jus cogens) — это нормы, от которых субъекты международного права не могут отступать даже по взаимному соглашению. Диспозитивные нормы — это такие нормы, от которых государства могут отступать по взаимному соглашению.
Среди императивных норм выделяют основные принципы международного права — это основополагающие нормы, носящие универсальный характер и обладающие высшей юридической силой. Принципы международного права являются ядром системы международного права. В доктрине международного права выделяют десять основных принципов:
1. Принцип неприменения силы и угрозы силой;
2. Принцип разрешения международных споров мирными средствами;
3. Принцип невмешательства в дела, входящие во внутреннюю компетенцию государств;
4. Принцип обязанности государств сотрудничать друг с другом;
5. Принцип равноправия и самоопределения народов;
6. Принцип суверенного равенства государств;
7. Принцип добросовестного выполнения международно-правовых обязательств;
8. Принцип нерушимости государственных границ;
9. Принцип территориальной целостности государств;
10. Принцип уважения прав человека и основных свобод.

## Международное публичное ичастноеправо
В отличие от международного публичного, международное частное право по своей природе является правом внутригосударственным. Оно регулирует международные отношения частных лиц. Как правило, соответствующие нормы являются не международными, а закрепляются во внутреннем праве каждого государства.